# Gran Premio Cantones de A Coruña de Marcha 2024
Gran Premio Cantones de A Coruña de Marcha 2024, właśc. XXXVII Gran Premio Internacional Cantones de A Coruña – Trofeo “Sergio Vázquez” – 37. edycja międzynarodowych zawodów w chodzie sportowym, która odbyła się 18 maja 2024 w hiszpańskiej A Coruña. Zawody były zaliczane do cyklu World Athletics Race Walking Tour Gold w sezonie 2024.

## Wyniki
| WL – najlepszy wynik na listach światowych w sezonie \| NR – rekord kraju \| PB – rekord życiowy \| SB – najlepszy wynik w sezonie |

### Mężczyźni
| Konkurencja:  | 1. miejsce          | Rezultat   | 2. miejsce    | Rezultat   | 3. miejsce  | Rezultat |
| Chód na 20 km | Toshikazu Yamanishi | 1:17:47 SB | Álvaro Martín | 1:17:49 SB | Caio Bonfim | 1:17:52  |

### Kobiety
| Konkurencja:  | 1. miejsce      | Rezultat   | 2. miejsce      | Rezultat   | 3. miejsce | Rezultat |
| Chód na 20 km | Kimberly García | 1:26:41 SB | Alegna González | 1:26:57 PB | Liu Hong   | 1:27:11  |